# Майстег
Ма̀йстег (на уелски: Maesteg) е град в Южен Уелс, графство Бридженд. Разположен е на 10 km на изток от залива Суонзи Бей на Атлантически океан и на 11 km на север от главния административен център на графството Бридженд. Намира се на около 30 km на северозапад от столицата Кардиф. Има жп гара. Населението му е 18 395 жители според данни от преброяването през 2001 г.